# Maddie Phillips
Maddie Phillips (Vancouver, 6 de septiembre de 1994) es una actriz canadiense, más conocida por sus papeles de Randeen en Ghost Wars, Devon D'Marco en Project Mc² o Sterling Wesley en la producción de Netflix de 2020 Dos balas muy perdidas.

## Vida personal
Maddie Phillips nació en Vancouver (Columbia Británica, Canadá). A los seis años decidió dedicarse a la interpretación, donde también empezó a usar el apodo de Maddie. Su familia se trasladó a Perth (Australia) a los diez años. Estudió en el Penrhos College de dicha ciudad, un colegio sólo para chicas de la Uniting Church.

## Carrera
Su primera aparición fue en la película de 2013 If I Had Wings. En 2014, fue actriz principal en el cortometraje Antoinette. En 2016, Phillips protagonizó a Sugar en el cortometraje Victory Square.
En 2015, protagonizó un episodio de Supernatural. El primer papel recurrente de Phillips llegó como Devon D'Marco en la serie de televisión de Netflix Project Mc² en 2017; ese mismo año, interpretó a Girl Alex en dos episodios de la primera temporada de la serie de televisión Hit the Road y protagonizó a Cassandra en el cortometraje Mockumentary The Roommate, que se presentó en el Festival Internacional de Cine de Comedia de Canadá.
En 2018, Phillips consiguió un papel recurrente como Randeen en cinco episodios de Ghost Wars. Hizo apariciones como Kit en 2 episodios de la serie de televisión de drama de terror fantástico de Syfy Van Helsing en 2018. El mismo año, protagonizó otro episodio de Supernatural, y apareció como un elfo de supermercado en la película de televisión navideña Santa's Boots.
Phillips fue elegida para un papel principal como Sterling Wesley en la serie de televisión de comedia-drama adolescente de Netflix de 2020 Dos balas muy perdidas, junto a Anjelica Bette Fellini, que interpreta a su hermana gemela. En 2022 fue elegida para un spin-off de la producción de Amazon Studios de The Boys, titulado Gen V.

## Filmografía

### Cine
| Año  | Título                             | Papel        | Notas        |
| ---- | ---------------------------------- | ------------ | ------------ |
| 2013 | If I Had Wings                     | Cheerleader  |              |
| 2014 | Antoinette                         | Antoinette   | Cortometraje |
| 2014 | Nightwing: Prodigal                | Harley Quinn |              |
| 2016 | Victory Square                     | Sugar        | Cortometraje |
| 2016 | Considering Love and Other Magic   | Jessie       |              |
| 2017 | The Roommate                       | Cassandra    | Cortometraje |
| 2019 | Two/One                            | Asistente    |              |
| 2019 | A Cinderella Story: Christmas Wish | Skylar       |              |
| 2020 | Summerland                         | Stacey       |              |
| 2020 | Shared Bath                        | Jen          | Cortometraje |
| 2021 | Four Walls                         | Julie        |              |

### Televisión
| Año        | Título                                            | Papel                           | Notas                                                                     |
| ---------- | ------------------------------------------------- | ------------------------------- | ------------------------------------------------------------------------- |
| 2015       | iZombie                                           | Chica secuestrada #2            | Episodio: "Maternity Liv"                                                 |
| 2015       | Backstrom                                         | Lacy Siddon                     | Episodio: "Bogeyman"                                                      |
| 2015       | Signed, Sealed, Delivered: Truth Be Told          | Aprendiz #1                     | Película para televisión                                                  |
| 2015       | Signed, Sealed, Delivered: From Paris with Love   | Aprendiz #1                     | Película para televisión                                                  |
| 2015, 2018 | Supernatural                                      | Janet Novoselic / Harper Sayles | Episodios: "Halt & Catch Fire", "Optimism"                                |
| 2016       | Lucifer                                           | Camarera                        | Episodio: "Pops"                                                          |
| 2016       | Garage Sale Mystery] Guilty Until Proven Innocent | Camarera                        | Película para televisión                                                  |
| 2017–2018  | Ghost Wars                                        | Randeen                         | Papel recurrente, 5 episodios                                             |
| 2017       | Legión                                            | Cita de graduación              | Episodio: "Chapter 1"                                                     |
| 2017       | Hit the Road                                      | Alex                            | Episodios: "Kush", "School Spirit                                         |
| 2017       | Project Mc²                                       | Devon D'Marco                   | Papel recurrente (Parte 5), 5 episodios                                   |
| 2017       | Woman of the House                                | Violet                          | Película para televisión                                                  |
| 2017       | Story of a Girl                                   | Corvette Kelly                  | Película para televisión                                                  |
| 2018       | Loudermilk                                        | Barista                         | Episodio: "Everybody's Got Something to Hide Except for Me and My Monkey" |
| 2018       | The Crossing                                      | Holly                           | Episodio: Pilot                                                           |
| 2018       | Van Helsing                                       | Kit                             | Episodios: "Loud Love", "Hunted Down"                                     |
| 2018       | Santa's Boots                                     | Cara                            | Película para televisión                                                  |
| 2019       | The InBetween                                     | Receptionista                   | Episodio: "The Length of a River"                                         |
| 2019       | The Detour                                        | Xander                          | Episodio: "The Year"                                                      |
| 2019       | Garage Sale Mystery: Searched & Seized            | Adele Hall                      | Película para televisión                                                  |
| 2019       | Undercover Cheerleader                            | Kara                            | Película para televisión                                                  |
| 2019       | Made for You, with Love                           | Katie                           | Película para televisión                                                  |
| 2019       | A Feeling of Home                                 | Janet                           | Película para televisión                                                  |
| 2020       | Dos balas muy perdidas                            | Sterling Wesley                 | Papel principal - 10 episodios                                            |
| 2023       | Gen V                                             | Cate Dunlap                     | Papel principal                                                           |

### Videoclips
| Año  | Título   | Artista   | Papel                 |
| ---- | -------- | --------- | --------------------- |
| 2020 | Sleepin’ | Noble Son | Protagonista femenina |